# Вінницька міська територіальна громада
Вінницька міська територіальна громада — територіальна громада в Україні, на території Вінницького району Вінницької області. Адміністративний центр — місто Вінниця.
Площа громади — 113,8 км², населення — 373 164 мешканці (2018)..
Станом на 01 січня 2022 р. площа громади становить 255.45 км², а кількість населення — 387 439 осіб.
Утворена 26 жовтня 2018 року шляхом приєднання Деснянської селищної ради Вінницького району до Вінницької міської ради обласного значення.
12 червня 2020 року Вінницька міська громада утворена у складі Вінницької міської ради обласного значення, Деснянської селищної ради та Вінницько-Хутірської, Великокрушлинецької, Гавришівської, Малокрушлинецької, Писарівської та Стадницької сільських рад Вінницького району.
26 лютого 2021 року була прийнята Стратегія розвитку Вінницької міської територіальної громади до 2030 року, в якій було визначено 6 стратегічних пріоритетів:
- 1. Цифровізація муніципального простору;
- 2. Інтегрована громада;
- 3. Муніципальні інвестиції;
- 4. Зелена економіка та смарт-спеціалізація;
- 5. Доступне, безпечне та екологічно чисте середовище;
- 6. Пульсуюче місто [4].

## Населені пункти
До складу громади входять 9 населених пунктів — 1 місто (Вінниця), 1 селище (Десна) та 7 сіл: Великі Крушлинці, Вінницькі Хутори, Гавришівка, Малі Крушлинці, Писарівка, Стадниця та Щітки.